# Yasmin Alibhai-Brown
Yasmin Alibhai-Brown (de soltera, Yasmin Damji; 10 de diciembre de 1949) es una periodista y escritora británica nacida en Uganda de padres de origen pakistaní, que se describe como de "izquierda liberal, feminista, antirracista, musulmana, mitad pakistaní ... una persona muy responsable ". Es columnista habitual de The Independent y Evening Standard, y conocida comentarista sobre cuestiones de inmigración, diversidad política y multiculturalismo.
Es miembro fundadora de Musulmanes británicos por la democracia secular. Es también patrona de la SI Leeds Literary Prize.
Nacida en la comunidad asiática de Kampala, la capital ugandesa de padres musulmanes chiíes de origen pakistaní. Su madre ya había nacido en África Oriental y su padre emigró allí desde la India Británica en los años 1920. En 1972, se graduó en literatura inglesa por la Universidad Makerere. Se fue de Uganda a Inglaterra, con su sobrina, Farah Damji, poco antes de la expulsión de los ugandeses asiáticos de Uganda por Idi Amin, completando un Master of Philosophy en Literatura en el Linacre College, de la Universidad de Oxford, en 1975. Después de trabajar como maestra, en particular con inmigrantes y refugiados, se dedicó al periodismo. Está casada con Colin Brown, expresidente del Grupo de Servicios al Consumidor de la Financial Services Authority; la pareja tiene una hija y Alibhai-Brown tiene un hijo de un matrimonio anterior.

## Obra

### Algunas publicaciones
- 1992. The Colour of Love: Mixed Race Relationships (con Anne Montague) Londres: Virago. ISBN 1-85381-221-8

- 1992.  Racism (Points of View) (con Colin Brown) Hodder Wayland. ISBN 1-85210-651-4

- 1995. No Place Like Home. London: Virago. 199 p. ISBN 1-85381-642-6

- 1999.  True Colours. London: Institute for Public Policy Research. ISBN 1-86030-083-9

- 2000. Who Do We Think We Are? Imagining the New Britain. Londres, Penguin. 315 p. ISBN 0-14-025598-2 ISBN 9780415931120

- 2000. After Multiculturalism. London: Foreign Policy Centre. ISBN 0-9535598-8-2

- 2001. Mixed Feelings: The Complex Lives of Mixed Race Britons. London: Women's Press. ISBN 0-7043-4706-7

- 2004. Some of My Best Friends Are.... London: Politico's. ISBN 1-84275-107-7

- 2014. Refusing the Veil: (Provocations) Biteback Publishing, 128 p. ISBN 1849548463, ISBN 9781849548465

- 2015. Exotic England: The Making of a Curious Nation. Portobello Books, 340 p. ISBN 1846274974, ISBN 9781846274978